# Spiedini
Gli spiedini sono una pietanza costituita da pezzi di carni diverse, pesce, crostacei o verdure infilati su spiedi di metallo o in legno per cuocerli alla griglia sulla brace, nel forno o in padella.

## Storia
Gli spiedini affondano loro radici nell'antichità, addirittura ai tempi della scoperta del fuoco. Derivano dall'abitudine che i nostri progenitori avevano di arrostire la selvaggina infilandola su spiedi estemporanei per cuocerla alla fiamma viva. In seguito, nel Basso Medioevo si iniziarono ad utilizzare gli spiedi di ferro e le prime tecniche per la marinatura.

## Preparazione
In genere vengono preparati con la carne tagliata a cubetti, eventualmente con insaccati come le salsicce, oppure il pollo, carne di maiale, manzo, infilzata nello spiedo in alternanza con verdure ed erbe aromatiche. Prima di cuocerli bisognerebbe sottoporli ad una marinatura che deve durare qualche ora. Gli spiedini sono tipicamente cotti su bastoncini che sono serviti nel piatto, mentre nella carne allo spiedo preparata con spiedi metallici lo spiedo non viene posto nel piatto, per ovvi motivi di praticità. Tuttavia i tipi di carne ed i modi di preparazione possono variare, sia in Italia che nel mondo.

## Uso del termine

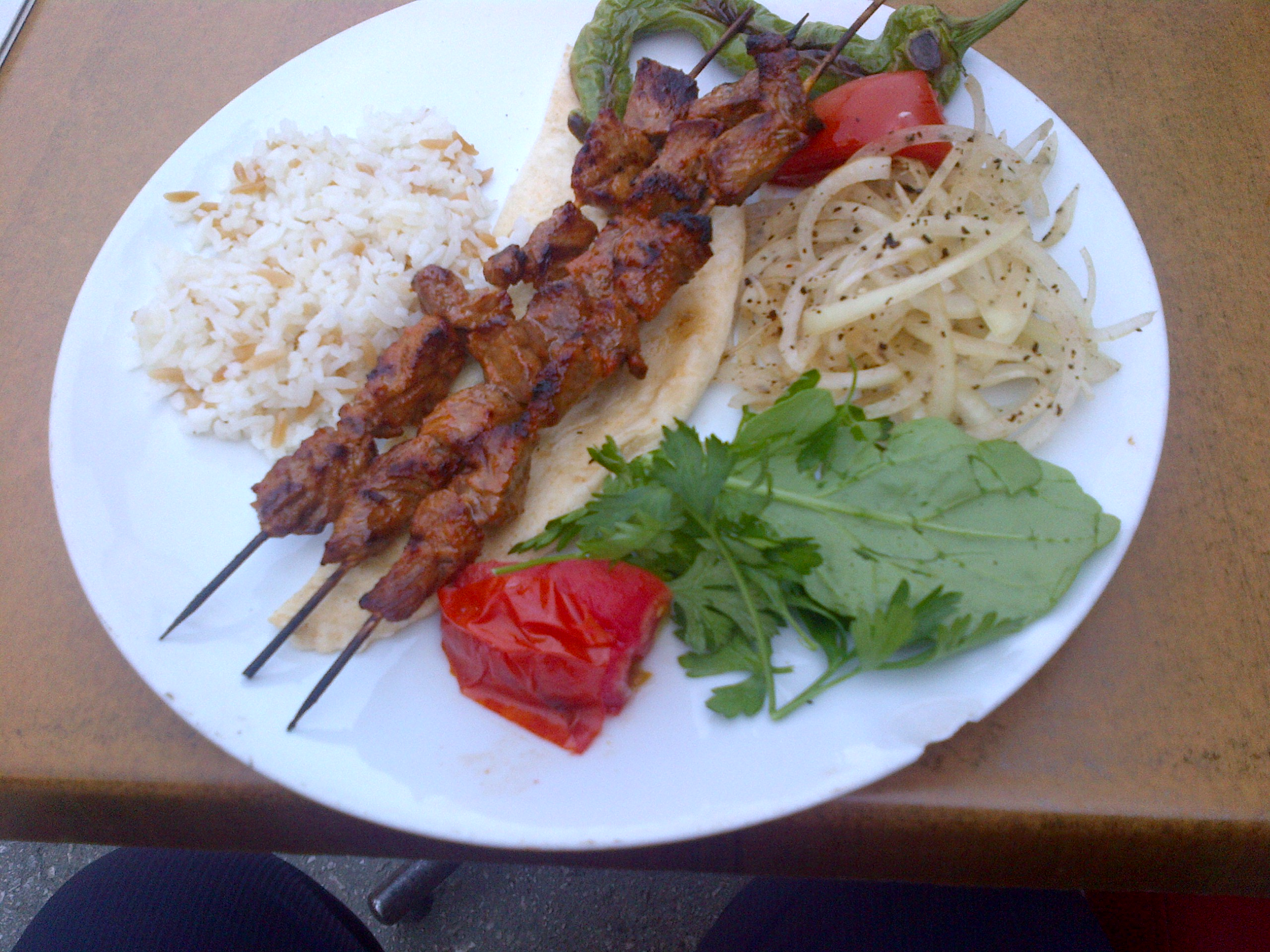
Spiedini di shish kebab accompagnati da riso e verdure

Il termine "spiedino" può essere utilizzato anche come diminutivo di "spiedo" per indicare un piccolo spiedo su cui si infila la carne per cuocerla alla griglia sulla brace. Inoltre può designare anche un semplice contorno o antipasto di cibo non cotto ma infilato in un bastoncino (ad esempio spiedini con olive e formaggio o anche spiedini di frutta).